# Patrick O'Connell
Patrick O'Connell (Dublin, 29 januari 1934 - Londen, 10 Augustus 2017) was een Ierse acteur.

## Biografie
O'Connell groeide op in Birmingham, Engeland, en begon met acteren in het Royal Court Theatre en bij de Royal Shakespeare Company.
Zijn theaterwerk omvatte: Stan Man in Arnold Wesker's Roots in het Belgrade, Coventry, the Royal Court en het Duke of York's theater (1959), Camille Desmoulins in Poor Bitos bij Duke of York's met Donald Pleasence (1963), de rol van Gunner O'Rouke in John McGrath's Events While Guarding the Bofors Gun in het Hampstead theater (1966), VS (een experimenteel toneelstuk over de oorlog in Vietnam) met de RSC, geregisseerd door Peter Brook in de Aldwych (1966), Macduff naar Paul Scofield's Macbeth geregisseerd door Peter Hall met de RSC, in Stratford and the Alwych (1967), Kent in King Lear in de Young Vic (1981), McLeavy in Joe Orton's Loot met Leonard Rossiter in de Ambassador's and the Lyric, geregisseerd door Jonathan Lynn (maart 1984 - januari 85), Henry IV in The Henrys met de ESC in de Old Vic, geregisseerd door Michael Bogdanov (1986)
Op de televisie was hij te zien in de politieserie Fraud Squad als (Detective Inspector Gamble) en in Dixon of Dock Green, The Brothers, Yes, Minister, The Professionals, We'll Meet Again, The Bill, Inspector Morse, Peak Practice, Dangerfield en As Time Goes By.
Hij speelde in de films The Shooting Party, The Human Factor, The McKenzie Break en Cromwell.
Hij stond ook bekend als tekenaar en schilder.

## Filmografie

### Films
Inclusief korte films
| Jaar | Titel                        | Rol                 |
| ---- | ---------------------------- | ------------------- |
| 1961 | The Arson Squad              | Harry Neville       |
| 1962 | They Hanged My Saintly Billy | Mr. Weaver          |
| 1963 | The Scheme                   | Transport officer   |
| 1965 | Code nummer L                | Radar Operator      |
| 1970 | Cromwell                     | John Lilburne       |
| 1970 | The McKenzie Break           | Sgt. Maj. Cox       |
| 1972 | The Ragman's Daughter        | Tony, 35 yrs        |
| 1972 | Blinker's Spy-Spotter        | Security Guard      |
| 1979 | The Human Factor             | Reader              |
| 1982 | Spaghetti House              | Mallory             |
| 1983 | Runners                      | The Hostel - Warden |
| 1984 | The Shooting Party           | Charlie Lyne        |
| 1986 | Nanou                        | Nanou's father      |

### Series
| Jaar    | Titel                               | Rol                              |
| ------- | ----------------------------------- | -------------------------------- |
| 1960    | Armchair Theatre                    | Derek                            |
| 1961    | Doctor Faustus                      | Lucifer                          |
| 1961-62 | ITV Television Playhouse            | Coroner's assistant, Frank       |
| 1962    | Z Cars                              | Mate                             |
| 1962    | Brothers in Law                     | First Policeman                  |
| 1962    | ITV Play of the Week                | James Beldon                     |
| 1963    | The Odd Man                         | Travis                           |
| 1963-65 | No Hiding Place                     | Connelly, Stretcher bearer       |
| 1964    | The Sleeper                         | Kroll                            |
| 1964    | The Indian Tales of Rudyard Kipling | Corporal Mackie                  |
| 1964    | Doctor Who                          | Ashton                           |
| 1964    | The Human Jungle                    | Coalman                          |
| 1965    | The Marriage Lines                  | Henry Hamilton                   |
| 1965    | R3                                  | Robert Foster                    |
| 1965-66 | The Big Spender                     | Guido                            |
| 1965-69 | The Wednesday Play                  | Mick, Nobby                      |
| 1966    | BBC Play of the Month               | Paddy                            |
| 1966    | Court Martial                       | Regan                            |
| 1966    | Redcap                              | Sgt. Collins                     |
| 1966    | Adam Adamant Lives!                 | Danny                            |
| 1966    | North and South                     | John Boucher                     |
| 1966-67 | Theatre 625                         | Captain O'Neilan, Libby Dobson   |
| 1966-72 | Dixon of Dock Green                 | Dr. Lassiter, Willy, Nobby Clark |
| 1967    | The Saint                           | Rogers                           |
| 1968    | Frontier                            | Colour Sgt. O'Brien              |
| 1969    | ITV Playhouse                       | Martin Stewart                   |
| 1969    | Strange Report                      | Jago                             |
| 1969-70 | Fraud Squad                         | Det. Insp. Gamble                |
| 1970    | Callan                              | Mallory                          |
| 1971    | Elizabeth R                         | O'Neill                          |
| 1971    | Doctor at Large                     | Trainee Doctor                   |
| 1971    | The Rivals of Sherlock Holmes       | The Captain                      |
| 1971    | The Persuaders!                     | Ryder                            |
| 1971    | Owen, M.D.                          | Bill Rees                        |
| 1972    | New Scotland Yard                   | George Rennell                   |
| 1972    | Softly Softly: Task Force           | Asst. Chief Constable Morton     |
| 1972    | The Protectors                      | Reagan                           |
| 1973    | The Flaxton Boys                    | Alf                              |
| 1973-76 | The Brothers                        | Edward Hammond                   |
| 1978    | Mind Your Language                  | Albert Collins                   |
| 1979    | BBC2 Play of the Week               | Prison governor                  |
| 1979    | Kids                                | Tom Booker                       |
| 1980    | Enemy at the Door                   | Dan Glover                       |
| 1980    | The Professionals                   | Manton                           |
| 1980    | The Squad                           | Det. Supt. Bellow                |
| 1982    | We'll Meet Again                    | Jack Blair                       |
| 1982    | Yes, Minister                       | Brian Wilkinson                  |
| 1989    | Flying Lady                         | Ted Ramsden                      |
| 1989-91 | The Bill                            | Harry Hopwood                    |
| 1990    | Eurocops                            | Campbell                         |
| 1990    | She-Wolf of London                  | Dave McDonnell                   |
| 1992    | Perfect Scoundrels                  | Todd                             |
| 1993    | Inspector Morse                     | Jack Vaizey                      |
| 1993    | Peak Practice                       | Gerard                           |
| 1994    | Casualty                            | James White                      |
| 1995    | Dangerfield                         | John Callard                     |
| 1996    | As Time Goes By                     | Landlord                         |